# John Lynch (skådespelare)
John Lynch, född 26 december 1961 i Corrinshego i Armagh, är en brittisk (nordirländsk) skådespelare och författare. Han är bror till skådespelaren Susan Lynch. Lynch har bland annat medverkat i I skuggan av IRA (1984), Den hemlighetsfulla trädgården (1993), I faderns namn (1993), Angel Baby (1995), Sliding Doors (1998), Bleak House (2005) och The Fall (2013–2016).

## Filmografi i urval
- 1984 – I skuggan av IRA
- 1990 – 1871
- 1992 – I drömmars spår
- 1993 – Indiana Jones äventyr (TV-serie)
- 1993 – Den hemlighetsfulla trädgården
- 1993 – I faderns namn
- 1994 – Words Upon the Window Pane
- 1994 – Princess Caraboo
- 1995 – Angel Baby
- 1996 – En mors son
- 1996 – Moll Flanders
- 1998 – Sliding Doors
- 2002 – Boston Public (TV-serie)
- 2003 – Conspiracy of Silence
- 2005 – Bleak House
- 2005 – Lassie
- 2007 – Spooks (TV-serie)
- 2009 – Merlin (TV-serie)
- 2009 – Tyst vittne (TV-serie)
- 2010 – Black Death
- 2011 – Ett fall för Vera (TV-serie)
- 2012 – Labyrinten
- 2013–2016 – The Fall (TV-serie)
- 2018 – The Terror (TV-serie)